# Sinularia vanderlandi
Sinularia vanderlandi är en korallart som beskrevs av van Ofwegen 200. Sinularia vanderlandi ingår i släktet Sinularia och familjen läderkoraller. Inga underarter finns listade i Catalogue of Life.